# Col du Bois Clair
Der Col du Bois Clair ist ein 396 Meter hoher französischer Gebirgspass im Zentralmassiv. Er befindet sich in der Region Bourgogne-Franche-Comté im Département Saône-et-Loire und liegt in der Gemeinde Sologny auf der D17.

## Lage und Streckenführung
Der Pass führt durch die Monts du Mâconnais im nordöstlichen Teil des Zentralmassivs. Rund 15 Kilometer südöstlich der Passhöhe befindet sich die Stadt Mâcon.
Die Nordauffahrt ist 1,9 Kilometer lang und weist eine durchschnittliche Steigung von 3,1 % auf. Die Südauffahrt auf der D17 ist mit 4,2 Kilometern etwas länger, wobei die Steigung im Schnitt bei 2,3 % liegt. Alternativ kann die Südauffahrt von La Croix Blanche auch über die D263 erfolgen, die bei einer Länge von 2,8 Kilometern mit 4,4 % ansteigt. Dabei werden maximale Steigungsprozente von rund 10 % erreicht.

## Radsport
Im Jahr 2024 führte die Tour de France auf der 6. Etappe erstmals über den Col du Bois Clair. Kurz nach dem Start in Mâcon wurde die Passhöhe über die D263 erreicht. Der Anstieg galt als Bergwertung der 4. Kategorie. Der Norweger Jonas Abrahamsen führte über die Kuppe.
| Jahr | Etappe    | Bergwertung  | Fahrer           | Auffahrt        |
| ---- | --------- | ------------ | ---------------- | --------------- |
| 2024 | 6. Etappe | 4. Kategorie | Jonas Abrahamsen | Süd (über D263) |